# اوریبای
اوریبای (به فرانسوی: Auribail) یک کمون در فرانسه است که در اوت-گارون واقع شده‌است. اوریبای ۸٫۹۴ کیلومتر مربع مساحت دارد ۲۸۰ متر بالاتر از سطح دریا واقع شده‌است.